# Kabinett Brazauskas II

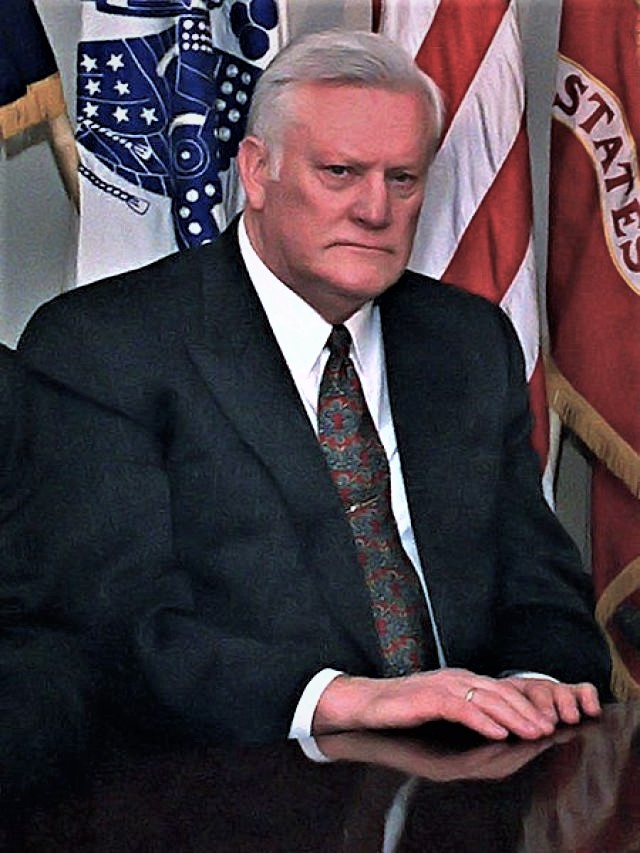
Algirdas Brazauskas

Das Kabinett Brazauskas II war die 13. litauische Regierung seit 1990. Sie wurde nach der Parlamentswahl in Litauen 2004 gebildet. Die Koalitionspartner waren LSDP, Darbo partija (DP), Naujoji sąjunga (NS) und LVLS. Algirdas Brazauskas (1932–2010) wurde am 29. November 2004 zum Premier nominiert und vom Präsidenten am 7. Dezember 2004 bestätigt. Die Vereidigung fand am 14. Dezember 2004 im Seimas statt.
Am 31. Mai 2006 trat Algirdas Brazauskas zurück. Der neue Regierungschef wurde Gediminas Kirkilas, kommissarisch bis zum 18. Juli 2006 war es Zigmantas Balčytis.

## Zusammensetzung
| Ressort                  | Person                     | Partei | Zeit              | Zeit          |
| Ressort                  | Person                     | Partei | von               | bis           |
| ------------------------ | -------------------------- | ------ | ----------------- | ------------- |
| Premier                  | Algirdas Brazauskas        | LSDP   | 14. Dezember 2004 | 1. Juni 2006  |
| Premier                  | Zigmantas Balčytis (komm.) | LSDP   | 1. Juni 2006      | 18. Juli 2006 |
| Bildung und Wissenschaft | Juozas Antanavičius        | LSDP   | 7. Dezember 2004  | 9. Mai 2004   |
| Bildung und Wissenschaft | Remigijus Motuzas          | LSDP   | 14. Dezember 2004 | 18. Juli 2006 |
| Finanzen                 | Algirdas Butkevičius       | LSDP   | 14. Dezember 2004 | 14. Mai 2005  |
| Finanzen                 | Zigmantas Balčytis         | LSDP   | 14. Mai 2005      | 18. Juli 2006 |
| Wirtschaft               | Viktor Uspaskich           | DP     | 14. Dezember 2004 | 21. Juni 2005 |
| Wirtschaft               | Petras Čėsna (komm.)       | LSDP   | 21. Juni 2005     | 29. Juni 2005 |
| Wirtschaft               | Kęstutis Daukšys           | DP     | 29. Juni 2005     | 18. Juli 2006 |
| Verkehr                  | Zigmantas Balčytis         | LSDP   | 14. Dezember 2004 | 10. Juni 2005 |
| Verkehr                  | Petras Čėsna               | LSDP   | 10. Juni 2005     | 18. Juli 2006 |
| Kultur                   | Vladimiras Prudnikovas     | DP     | 14. Dezember 2004 | 18. Juli 2006 |
| Verteidigung             | Gediminas Kirkilas         | LSDP   | 14. Dezember 2004 | 18. Juli 2006 |
| Arbeit und Soziales      | Vilija Blinkevičiūtė       | NS     | 14. Dezember 2004 | 26. Mai 2006  |
| Arbeit und Soziales      | Zigmantas Balčytis (komm.) | LSDP   | 26. Mai 2006      | 18. Juli 2006 |
| Landwirtschaft           | Kazimiera Prunskienė       | VNDPS  | 14. Dezember 2004 | 18. Juli 2006 |
| Innen                    | Gintaras Furmanavičius     | DP     | 14. Dezember 2004 | 18. Juli 2006 |
| Äußeres                  | Antanas Valionis           | NS     | 14. Dezember 2004 | 18. Juli 2006 |
| Justiz                   | Gintautas Bužinskas        | DP     | 14. Dezember 2004 | 18. Juli 2006 |
| Umwelt                   | Arūnas Kundrotas           | LSDP   | 14. Dezember 2004 | 18. Juli 2006 |
| Gesundheit               | Žilvinas Padaiga           | DP     | 14. Dezember 2004 | 18. Juli 2006 |